# Concert per a violí núm. 2 (Piston)
El Concert per a violí i orquestra núm. 2  de Walter Piston va ser escrit entre 1959 i 1960 per encàrrec de la Fundació Ford i el violinista Joseph Fuchs al qual li hi va dedicar. Fuchs va interpretar la peça per primer cop el 28 d'octubre de 1960, amb la Boston Philharmonic sota la direcció de William Steinberg.
L'obra es divideix en tres moviments:
- Moderato
- Adagio
- Allegro

La interpretació durà al voltant de 25 minuts.